# Bosgoye
Bosgoye, parfois écrit Bosgoy, est une localité de la commune de Wina, au Cameroun. Elle est située dans la région de l'Extrême-Nord, dans le département du Mayo-Danay, à la frontière avec le Tchad.

## Situation géographique
Bosgoye est située à 10° 2' 12" Nord de latitude et 15° 13' 30" Est de longitude. Bosgoye est située sur les rives du lac Fianga. Du fait de sa situation sur les bords du lac, Bosgoye peut bénéficier d'un microclimat, bénéficiant de températures un peu plus fraîches que le reste de la commune.

## Population
En 1967, la localité comptait 818 habitants, principalement des Toupouri.
Lors du recensement de 2005, on y a dénombré 1 805 personnes.
On peut noter l'accident de pirogue qui a fait 19 victimes à Bosgoye, lors d'un orage, le 21 octobre 2009.

## Infrastructures
Bosgoye dispose d'une école primaire.
Bosgoye dispose également d'un CSI (centre de santé intégré), d'un marché au poisson et d'une carrière de gravier.